# Alex Gersbach
Alexander Joseph Gersbach (født 8. maj 1997) er en australsk fodboldspiller. Han spiller for amerikanske Colorado Rapids. Han har tidligere blandt andet spillet for den norske fodboldklub Rosenborg BK, hollandske NAC Breda, danske AGF og fransk Grenoble Foot 38. Hans foretrukne position er som venstre back.

## Baggrund
Gersbach er født i Sutherland, en forstad til Sydney i Australien. Faderen har tyske rødder og moderen græske. Han spillede i lokale klubber, inden han kom på Australian Institute of Sport.

## Klubkarriere

### Sydney FC
I juli 2014 skrev Gersbach en toårig kontrakt med Sydney FC. Som 17~årig fik han debut på klubbens seniorhold i en pokalkamp, og to måneder senere debuterede han for klubben i A-League. I løbet af 1½ sæson spillede han 37 kampe.

### Rosenborg
I januar 2016 skiftede Gersbach til norske Rosenborg BK.

#### Udlejet til Lens
I januar rejste Gersbach til franske RC Lens på en halvårs lejeophold med købsoption.

### Breda
Han vendte tilbage til Rosenborg efter lejeopholdet, men i stedet blev han i januar 2019 solgt til NAC Breda, hvor han fik en 2½-årig kontrakt.

### AGF
Allerede efter et halvt år rejste Gersbach videre til AGF i den danske superliga. Her fik han en treårig kontrakt. Han var meget skadet i sin tid hos AGF, og han slog aldrig igennem på førsteholdet. Så efter to år i klubben fik han ophævet kontrakten i august 2021.

### Grenoble
Gersbach fik efter AGF en toårig aftale med den franske Ligue 2-klub Grenoble Foot 38. Han fik 42 ligakampe for klubben.

### Colorado Rapids
I vintertransfervinduet 2023 skrev han en treårig kontrakt med den amerikanske MLS-klub, Colorado Rapids. Han blev i sommeren samme år opereret for en muskelskade.

## Landshold
Gersbach har spillet på flere af Australiens ungdomslandshold. 4. juni 2016 fik han debut for A-landsholdet, og med udgangen af 2018 har han spillet seks landskampe.

## Privatliv
Privat dannede Alex Gersbach i en periode par med fodboldspilleren Hannah Bacon, der spiller for AGF's kvindehold. Hun er siden rejst tilbage til Australien.